# Триггвадоуттир
Триггвадоуттир (исл. Tryggvadóttir) — ударный кратер вечной тьмы, расположенный на северном полюсе Меркурия. Собственно, сам полюс находится около северного края его вала.

## Название
Назван в честь исландской художницы Нины Триггвадоуттир, название присвоено МАС в 2012 году.

## Характеристики
Диаметр Триггвадоуттира — 31 км. Всё дно кратера, кроме самого края, погружено в вечную тьму. Радарные снимки обсерватории Аресибо 1999—2005 годов показали, что всё его дно ярко отражает в S-диапазоне, что является вероятным признаком отложений водяного льда.
На юге его вал смыкается с валом более крупного кратера Толкиен, другие крупные соседние кратеры — Честертон и Гордимер. Все они также являются кратерами вечной тьмы.